# Hephaestus habbemai
Hephaestus habbemai är en fiskart som först beskrevs av Weber, 1910.  Hephaestus habbemai ingår i släktet Hephaestus och familjen Terapontidae. Inga underarter finns listade i Catalogue of Life.